# 张伟君
张伟君（1984年7月12日—），中国足球运动员，司职后卫。

## 职业生涯
张伟君职业生涯始于前武汉黄鹤楼队。2003赛季进入球队一线队名单，在主力左前卫吴鹏受伤的情况下，张伟君替补表现出色受到好评。然而因为长期沉迷电脑游戏并多次违反队规，武汉俱乐部于2003年10月29日宣布开除张伟君。虽然之后俱乐部收回决定并将其留在队中，张伟君的场上表现已大不如前。2004赛季末，武汉俱乐部将张伟君挂牌转会。
张伟君于2006年加入乙级球队武汉雅琪。2007年武汉雅琪被温州明日整体收购，张伟君继续留在队中直到2008年底。
2015年张伟君加盟武汉宏兴征战中国足球业余联赛。2016年由于在足协杯主场对阵江苏苏宁的比赛中参与斗殴和冒名顶替而被中国足协处以终身禁止从事与足球有关的活动的处罚。